# Brewarrina
Brewarrina is een plaats in de Australische deelstaat New South Wales en telt 1121 inwoners (2006).